# Ninh Quốc Công chúa
Ninh Quốc Công chúa (chữ Hán: 寧國公主; 1364 – 7 tháng 9 năm 1434), không rõ tên thật, là hoàng nữ của Minh Thái Tổ Chu Nguyên Chương, hoàng đế đầu tiên của nhà Minh.

## Cuộc đời
Ninh Quốc Công chúa là hoàng nữ thứ hai của Minh Thái Tổ, mẹ là Mã hoàng hậu. Ninh Quốc có em gái cùng mẹ là An Khánh Công chúa. Cả hai là em ruột với Minh Thành Tổ Chu Đệ.
Hồng Vũ năm thứ 11 (1378), công chúa Ninh Quốc nhận sách phong, hạ giá với Mai Ân, cháu nội của Nhữ Nam hầu Mai Tư Tổ. Phò mã Ân bản tính cung cẩn, tài trí mưu lược. Lý Văn Trung trong một lần thị sát Sơn Đông cũng khen ngợi Mai Ân tinh thông kinh sử. Trong số các phò mã, Thái Tổ đặc biệt ưu ái Mai Ân.
Khi Thái Tổ đã già, Mai Ân được lệnh phò tá Minh Huệ Đế, dẫn quân chống lại Yên vương Chu Đệ. Chu Đệ ép công chúa Ninh Quốc phải viết một bức huyết thư để thuyết phục Mai Ân đầu hàng. Ân nhận được thư, than khóc thảm thiết và buộc phải trở về Nam Kinh.
Tháng 10 năm Vĩnh Lạc thứ 3 (1405), Mai Ân chết đuối do bị Tiền quân Đô đốc thiêm sự Đàm Thâm và Cẩm y vệ Chỉ huy Triệu Hy đẩy ngã trong lúc qua cầu để vào triều. Hay tin phò mã chết, công chúa Ninh Quốc khóc lớn, cho rằng Thành Tổ chủ mưu giết phò mã. Đô đốc đồng tri Hứa Thành là người rõ chuyện đã tấu lên Thành Tổ, hoàng đế tức giận cho xử trảm Thâm và Hy.
Năm Tuyên Đức thứ 9 (1426), tháng 8, công chúa Ninh Quốc qua đời, thọ 71 tuổi. Công chúa và phò mã có hai con trai, trưởng là Thuận Xương, nhậm chức Trung phủ Đô đốc đồng tri, thứ là Cảnh Phúc, chức Kỳ thủ vệ Chỉ huy sứ.